# Manicocoris
Manicocoris is een geslacht van wantsen uit de familie van de Reduviidae (Roofwantsen). Het geslacht werd voor het eerst wetenschappelijk beschreven door Carl Stål in 1866.

## Soorten
Het genus bevat de volgende soorten:

- Manicocoris rubroniger (Lima, Hathaway & Seabra, 1948)
- Manicocoris rufipes (Fabricius, 1787)